# سندس صالح
سندس صالح، ( العبرية: סונדוס סאלח), (16 يونيو 1986-)، هي سياسية فلسطينية من عرب 48، انتخبت كنائب في الكنيست الإسرائيلي ضمن القائمة المشتركة ممثلة عن الحركة العربية للتغيير عام 2020.
ناشطة اجتماعية ومعلمة لموضوع البيولوجيا في مدرسة المطران في الناصرة  منذ عام 2019 م.
تحصيلها العلمي
تلقت تعليمها الابتدائي والاعدادي في قريتها المشهد. وأكملت دراستها الثانوية في مدرسة الرينة الثانوية الشاملة.
حاصلة على درجة البكالوريوس في التربية مع تخصص في البيولوجيا من المعهد التطبيقي التكنولوجي "التخنيون" بحيفا.
حاصلة على الماجستير من التخنيون. تناولت أطروحتها موضوع "الحواجز التي تحول دون النساء العربيات المتعلمات في عالم التكنولوجيا الفائقة".
مناصب سياسية
أمينة لمجلس نساء الحركة العربية للتغيير.
انتخبت مرشحة للموقع الثالث للكنيست في قائمة الحركة العربية للتغيير. وبعد محاولات في عدة جولات انتخابية استطاعت من الوصول الى الكنيست ال 23  في الموقع ال 14 ضمن القائمة المشتركة.
النشاط الاجتماعي
سندس هي المديرة التنفيذية ل "مجتمعنا" – وهي منظمة غير حكومية تتعامل بشكل أساسي مع دروس ودورات الإثراء الثقافي والفني.
كتبت عدة مقالات رأي في صحيفة هآرتس.
مناصب في مجال الاعمال
سندس هي الرئيس التنفيذي لشركة Aleen Health Care، وهي شركة ناشئة تطور منتجات نظافة الفم.
الحياة الشخصية
ولدت سندس صالح عام 1986 في الناصرة، إسرائيل. تعيش سندس صالح في قرية مشهد في الشمال. وهي متزوجة وأم  لثلاثة أطفال.